# Kostel Nejsvětějšího Jména Ježíš (Atotonilco)
Kostel Nejsvětějšího Jména Ježíš v Atotonilcu (španělsky Santuario de Jesús Nazareno de Atotonilco) je jedinečný římskokatolický barokní kostel figurující od roku 2008 na seznamu světového kulturního dědictví UNESCO. Nachází se v mexickém státě Guanajuato zhruba 11 km severně od města San Miguel de Allende, jehož historické jádro je pod společným zápisem s touto stavbou taktéž kulturním dědictvím UNESCO.
Vznikl v 18. století. Jeho architektura unikátním způsobem spojuje tehdejší evropskou (španělskou), kreolskou a původní mezoamerickou kulturu a umění v Novém Španělsku. Interiér chrámu v průběhu 20. století vyzdobil muralista Miguel Antonio Martínez de Pocasangre.

## Fotogalerie

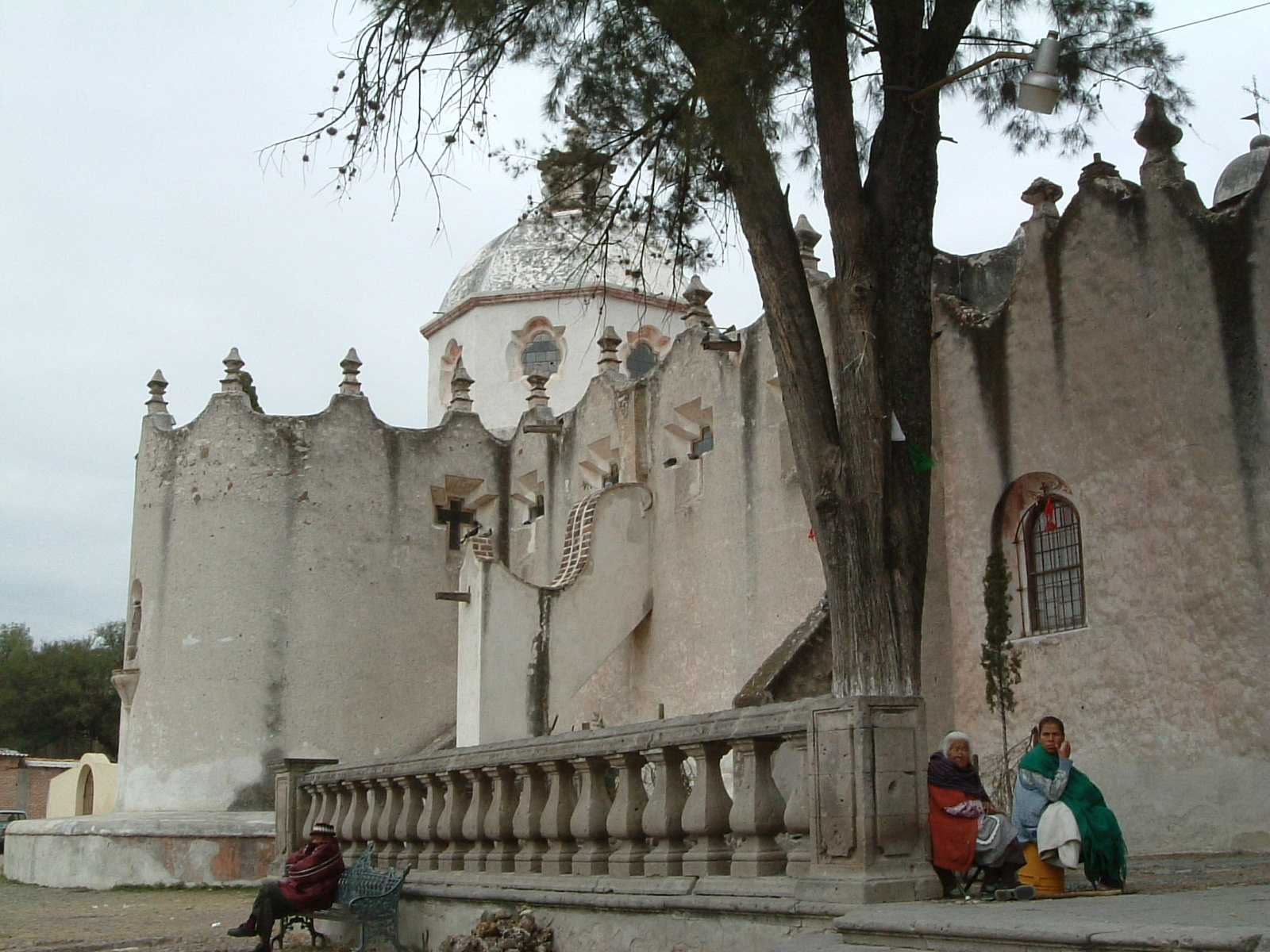
exteriér chrámu
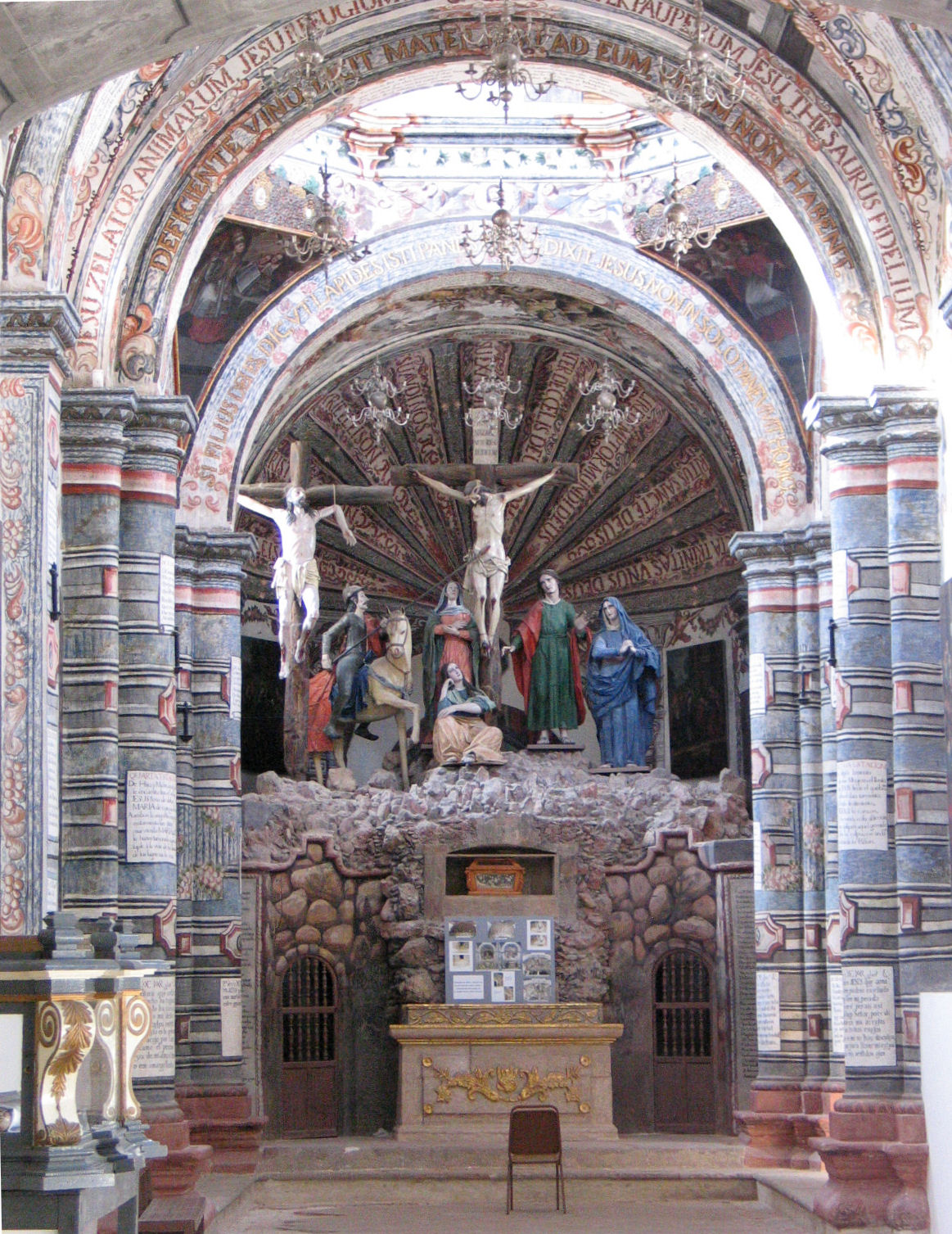
hlavní chrámová loď a oltář
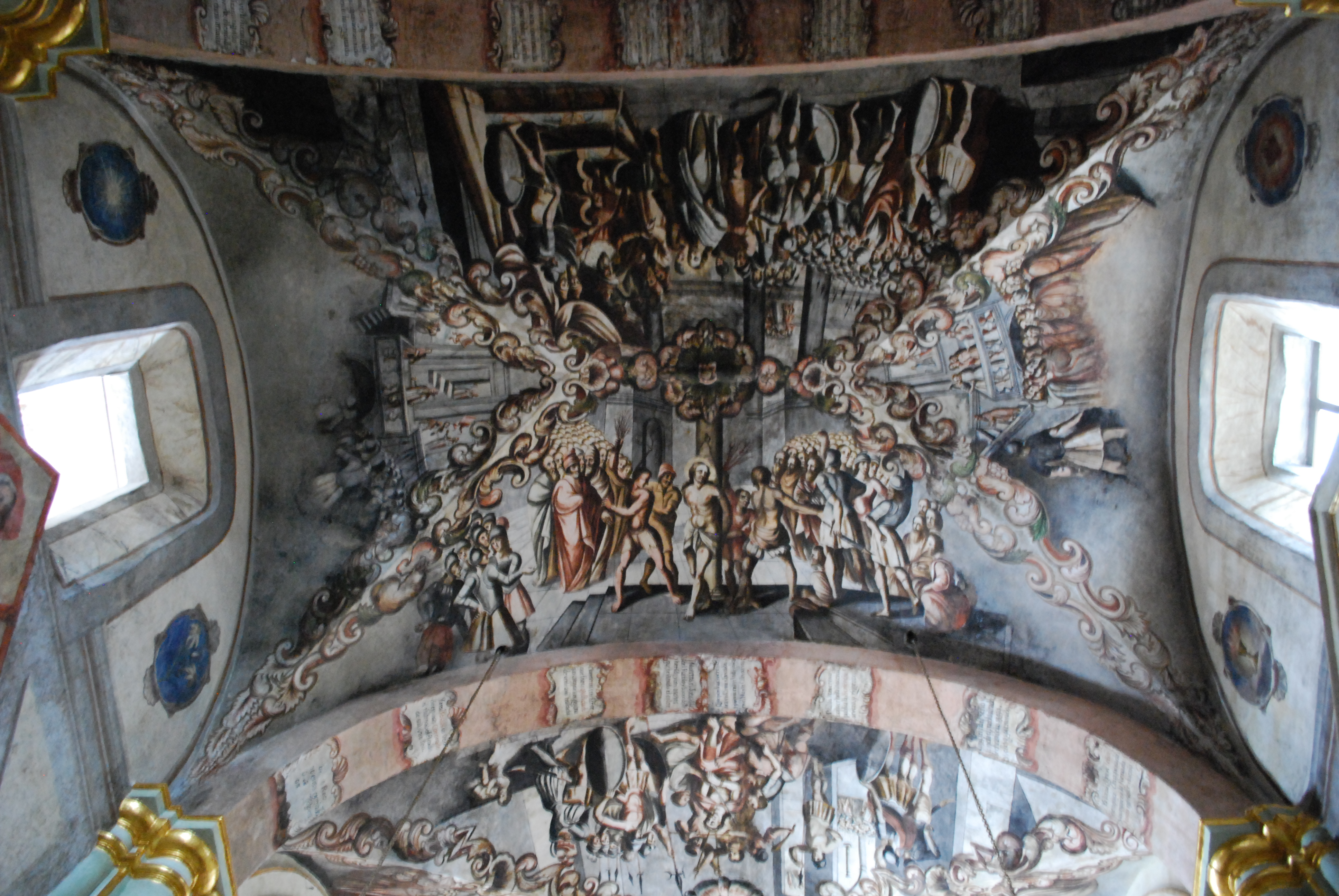
muralistická výzdoba stropu